# Missiologia
La missiologia, spesso anche missionologia, è la disciplina teologica cristiana che studia l'Evangelizzazione e riflette sul compito missionario della Chiesa Universale. La missiologia quindi studia le esperienze missionarie, la storia dell'evangelizzazione, i fondamenti biblici dell'attività missionaria della Chiesa, gli elementi teologici inerenti l'annuncio del Vangelo. La missiologia si prefigge di fare una ricerca critica e di elaborare nuove teorie e metodologie della missione.

## Storia
La missiologia è una disciplina giovane, essendo nata in campo protestante nel XIX secolo. La prima cattedra di missiologia è stata quella dell'università di Edimburgo (1867). In campo cattolico, Josef Schmidlin (1876 – 1944) fu il primo studioso a dare una forma coerente allo studio della missiologia. Grazie alle sue ricerche e dedizione, l'Università di Münster decise di istituire la cattedra di missiologia nel 1911. Questa branca teologica divenne via via più importante dopo la prima guerra mondiale. In pochi anni, quasi tutte le università cattoliche e protestanti aprirono dei dipartimenti di missiologia: Monaco, Würzburg, Lovanio, Parigi, Roma, Nimega, e altre.
La Pontificia Università Urbaniana di Roma pubblicò la Bibliotheca Missionum (1916 – 1974) una raccolta di trenta volumi che raccolgono tutti gli scritti cattolici con incidenza missionaria prodotti dalla fine del medioevo fino al Concilio Vaticano II. La Bibliographia Missionaria, sempre pubblicata dalla Pontificia Università Urbaniana, prosegue questa opera monumentale con volumi annuali. A essa si aggiunge la collana di ricerca Studia Missionalia edita dalla Pontificia Università Gregoriana; solo queste due, tra le Università Pontificie di Roma, conservano a oggi una Facoltà di Missiologia.